# Chevry-sous-le-Bignon
Chevry-sous-le-Bignon ist eine französische Gemeinde mit 228 Einwohnern (Stand: 1. Januar 2022) im Département Loiret in der Region Centre-Val de Loire. Chevry-sous-le-Bignon gehört zum Arrondissement Montargis und zum Kanton Courtenay. Die Einwohner werden Chevriots genannt.

## Geographie
Chevry-sous-le-Bignon liegt etwa 76 Kilometer ostnordöstlich von Orléans in der Landschaft Gâtinais am Betz. Umgeben wird Chevry-sous-le-Bignon von den Nachbargemeinden Égreville im Norden, Le Bignon-Mirabeau im Osten, Pers-en-Gâtinais im Süden und Südosten sowie Chevannes im Westen.

## Bevölkerungsentwicklung
| Jahr                       | 1962 | 1968 | 1975 | 1982 | 1990 | 1999 | 2006 | 2018 |
| Einwohner                  | 186  | 172  | 149  | 122  | 171  | 201  | 224  | 224  |
| Quellen: Cassini und INSEE |      |      |      |      |      |      |      |      |

## Sehenswürdigkeiten
- Kirche Saint-Jean-Baptiste aus dem 12. Jahrhundert, seit 1950 Monument historique

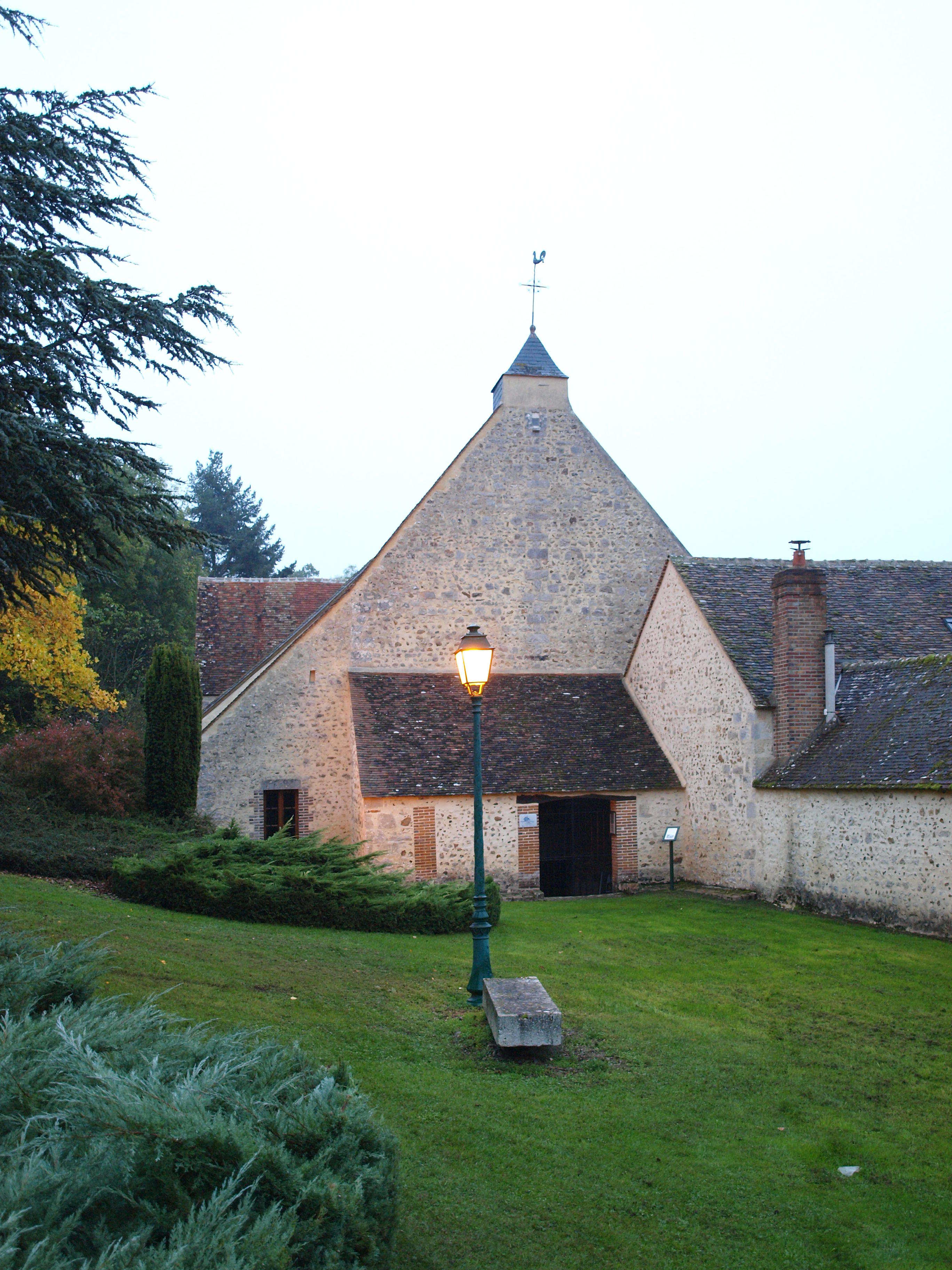
Kirche Saint-Jean-Baptiste